# Gerhard Heinrich von Motz
Gerhard Heinrich von Motz (* 4. Dezember 1776 in Hanau; † 3. September 1868 auf Gut Bodenhausen bei Ehlen (Habichtswald)) war ein deutscher Politiker und kurhessischer Finanz-, Justiz- und Außenminister.

## Familie
Gerhard Heinrich von Motz war der Sohn von Friedrich Ludwig Motz, Präsident der Rentkammer in Hanau, der zusammen mit seinen Geschwistern 1780 in den Reichsadelsstand erhoben worden war. Zum Besitz der Familie gehörten Güter in und bei Bodenhausen, Calden, Kalenberg bei Ehlen, Hundelshausen, Oberurff, Ropperode und Zierenberg.
Motz war ein Vetter des preußischen Finanzministers, Oberpräsidenten und Regierungspräsidenten Friedrich Christian Adolf von Motz (1775–1830). 1805 heiratete Gerhard Heinrich von Motz Amalie von Alten (1782–1822), nach ihrem Tod ehelichte er 1823 Elisabeth Luise Oktavie von Stockum-Sternfels (1800–1868), die Schwester des bayerischen Generalmajors Alphons von Stockum-Sternfels.

## Laufbahn
Motz studierte ab 1794 Rechtswissenschaft an der Universität Marburg. Ab 1798 war er Assessor bei der Regierung in Hanau und zugleich Mitglied des Hofgerichts (ab 1803: Hof- und Ehegericht, ab 1823: Obergericht); von 1814 bis 1831 war er dessen Direktor. Unterbrochen wurde diese Tätigkeit für einige Monate im Sommer des Jahres 1821, als er Vortragender Ministerialrat der Justiz im Staatsministerium war – was bis zur Kurhessischen Verfassung von 1831 funktional einem Justizminister entsprach. In dieser Zeit, unmittelbar nach dem Tod des Kurfürsten Wilhelm I., wirkte er an der grundlegenden Verwaltungsreform („Organisationsedikt“) von 1821 für das Kurfürstentum mit, die der neue Landesherr, Wilhelm II., sofort nach seiner Thronbesteigung in Angriff nahm.
Ab 1803/1804 war Gerhard Heinrich von Motz zunächst Assessor, später Justizrat des Konsistoriums in Hanau, 1814–1821 Mitglied der Leihbankdirektion in Hanau und 1819–1825 kurhessischer Gesandter bei der Freien Stadt Frankfurt. Ab 1823 war er Ehrenmitglied der Staatlichen Zeichenakademie in Hanau.
1831 wurde Motz vom Kurprinzen und Mitregenten Friedrich Wilhelm zum Finanzminister des Kurstaates, 1834 für einige Monate zum Justizminister, und dann noch im selben Jahr erneut zum Finanzminister berufen. 1836 und 1839 war er jeweils für einige Monate mit der Leitung des Außenministeriums beauftragt. Als Finanzminister war er für die Verhandlungen mit Preußen über den Abschluss eines Zollvertrages verantwortlich und drohte gegenüber dem Kurfürsten im Falle von dessen Weigerung sogar mit seinem Rücktritt. Der Vertrag wurde am 25. August 1831 unterzeichnet und trat zum 1. Januar 1832 in Kraft.
Motz wurde 1848 auf eigenen Wunsch in den Ruhestand versetzt.